# Pangil
Pangil è una municipalità di quinta classe delle Filippine, situata nella Provincia di Laguna, nella Regione del Calabarzon.
Pangil è formata da 8 baranggay:
- Balian
- Dambo
- Galalan
- Isla (Pob.)
- Mabato-Azufre
- Natividad (Pob.)
- San Jose (Pob.)
- Sulib